# 成都市域铁路公交化
成都市域铁路公交化是中国四川省成都市轨道交通的组成部分，其前身为成都市域铁路，是中国国内首家由地方政府与中华人民共和国铁道部组建的合资公司负责建设和运营的城市轨道交通系统。成都市亦是中国大陆第1座开通运营市域铁路的城市。成灌线于2010年5月12日投入运营，成蒲线于2018年12月28日开始运营。
成都市域铁路公交化网络现有成灌（含成彭、离堆支线）、成蒲两条专用市域线路，并在成绵乐城际铁路、成雅铁路通过购置列车实现公交化开行。该系统中成灌、成蒲两条线路及“天府号”市域动车组由成都交投所有，但所有线路皆由国铁成都局集团负责运营管理。未来，成都市还将改造或新建若干市域铁路。

## 专用市域线路

### 成灌线及其支线
成灌铁路及其支线全长94.2公里，最高运营速度220km/h，实际运营速度200km/h。线路东起成都站，西端分别抵达青城山站、离堆公园站和彭州站，实现成都市区与郫都区、都江堰市、彭州市的快速轨道交通连接。

#### 成灌铁路主线
成灌铁路主线全长66.2km，共设14座车站，东起成都站，西抵青城山站。该线路为汶川地震灾后重建重点项目，于2008年11月4日开工建设，2010年5月12日开通运营。开通运营时是全国首条国铁制式新建电气化市域铁路。

#### 成灌铁路彭州支线
彭州支线全长21.2km，共设设6座车站，线路自郫县西站引出，向北达彭州站。该线路2014年4月30日开通运营。

#### 成灌铁路离堆支线
离堆支线全长6km，共设设3座车站，线路自聚源站与迎宾路站之间石马线路所引出，经地下线路直达都江堰水利工程。该线路于2013年7月23日开通运营。

### 成蒲线
成蒲铁路全长98km，共设12座车站，运营速度200km/h。线路东起位于青羊区的成都西站，经温江区、崇州市、大邑县、邛崃市抵达位于蒲江县的朝阳湖站。该线路2018年12月26日开通，并在初期与成雅铁路贯通运行。

## 既有铁路的公交化
既有铁路的公交化主要实现形式为成都市联合成都平原各市，通过补贴开行、自持车辆并委托运营等模式，加密成都与周边各市高铁或城际线路班次。在运营模式上，除引入铁路e卡通多元支付方式以外，则基本维持国铁运营方式。

### 成绵乐城际铁路公交化运行
成绵乐城际铁路公交化由成都市联合绵阳、德阳、眉山、乐山通过联合购买或租赁的形式引入4节编组CRH6A-A动车组，委托国铁成都局在成绵乐城际铁路上加密班次。地方自持列车自2020年9月29日开始上线成绵乐城际铁路运行，每天加密班次约10对。

### 成雅铁路公交化运行
成雅铁路公交化后与成蒲铁路贯通运行，初期为成蒲铁路CRH6A-A动车组延长至雅安站始发终到，2020年雅安市政府亦联合成都市引入“天府号”市域动车组，加密成雅铁路车次。

## 运营
成都市域铁路公交化系统主要业主为成都交投铁路投资集团下属的成都市域铁路有限责任公司，实际运营委托国铁成都局集团进行。部分跨市运营线路，则由沿线各地市按比例投资参与运营。
成都市域铁路公交化系统内的所有线路皆接入12306系统，依照干线铁路模式实名制对车次对号售票检票。系统内全部线路亦支持使用铁路e卡通二维码扫码乘车。成灌线及其支线自2020年起支持天府通实体卡及二维码乘车。

## 列车
成都市域铁路在2009年至2013年，皆运用CRH1A电力动车组。2014年2月，CRH6A原型车曾在成灌铁路上进行过一段时间的载客试运营。2018年12月，成都市新采购的“天府号”CRH6A-A型四节编组电力动车组投入运营，成灌铁路班次全部换用CRH6A-A开行。同时，成蒲铁路也投入CRH6A-A、CRH1A和CRH3A型动车组运营。

## 线路示意图

成都市域铁路近期线路图

## 未来发展
根据2018年编制的《成都市域铁路公交化运营改造工程项目建议书》以及先前成都所作规划，成都市域范围内还将建设或改造以下国铁制式市域铁路（铁路公交化项目）：
- 成灌铁路新津延伸线
- 成都市东、西环线通勤化改造
- 宝成铁路公交化改造项目（改造既有宝成铁路约25.2公里，新建青白江至金堂段约23.2公里）[9]
- 成绵乐城际铁路成都段通勤化改造[10]

### 成都枢纽环线公交化改造
成都枢纽环线公交化改造将利用现有成都枢纽环线，串联起成都、成都东、成都南、成都西四站及成灌、成蒲两条既有市域铁路和未来新建市域铁路。线路计划设站14座，其中改建既有站点6个、新建通勤站点8个。该线路未来将作为成都市域铁路公交化系统核心以实现各方向线路、站点的串联转换。

### 宝成铁路改造及青白江-金堂市域铁路
宝成铁路公交化改造利用宝成铁路成都-青白江段，并向东新建线路延伸至金堂县，实现成都中心城区与新都、青白江、金堂三区（县）的轨道交通连接。线路全长约48.4km，其中利用改建既有宝成铁路25.2km，新建线路23.2km，运营速度120-160km/h，设站8座，利用既有成都站，改建天回镇站、新都站，新建华金大道站、遗址公园站、复兴大道站、城厢北站、金堂南站5座车站。车辆、站场等设计执行《市域（郊）铁路设计规范》等规定，充分考虑方便乘客。其中，金堂南站拟选址于县城南部片区，将争取参照地铁站模式进行修建，提高购票、安检、进站的便捷度。项目估算总投资约62亿元。成都至金堂，站站停运行时间约51分钟、一站直达运行时间约36分钟。近期预计开行公交化列车40对/日，运行时间7点至20点，每班发车间隔控制在30分钟以内、早晚高峰时段发车间隔预计在15分钟以内；远期预计开行50对/日。